# 9897 Malerba
A 9897 Malerba (ideiglenes jelöléssel 1996 CX7) a Naprendszer kisbolygóövében található aszteroida. M. Tombelli, U. Munari fedezte fel 1996. február 14-én.